# Roquefort-les-Pins
Roquefort-les-Pins är en kommun i departementet Alpes-Maritimes i regionen Provence-Alpes-Côte d'Azur i sydöstra Frankrike. Kommunen ligger  i kantonen Le Bar-sur-Loup som ligger i arrondissementet Grasse. År 2022 hade Roquefort-les-Pins 7 284 invånare.

## Befolkningsutveckling
Antalet invånare i kommunen Roquefort-les-Pins
Referens: INSEE